# Shogo Kamo
Shogo Kamo, född 12 december 1915 i Shizuoka prefektur, Japan, död 14 september 1977, var en japansk fotbollsspelare.